# Lina Rossana
Lina Rossana Maia Guernelli Ostrovsky Costa (Rio de Janeiro, 4 de dezembro de 1956), mais conhecida como Lina Rossana, é uma atriz, dubladora e radialista brasileira.
Lina é conhecida por seus trabalhos em dublagem de desenhos animados, filmes e séries de TV, como a personagem Vovó em Looney Tunes, Betty Boop em Betty Boop, Olivia Palito em Popeye bem como as gêmeas Patty e Selma em Os Simpsons.
Em 2006 foi finalista do Oscar da dublagem como dubladora coadjuvante do filme Harry Potter e o Cálice de Fogo.  Foi designada para o Prêmio Yamato de 2008 como dubladora.

## Trabalhos

### Na televisão
| Ano       | Programa                  | Emissora   |
| --------- | ------------------------- | ---------- |
| 1977-1978 | Nina                      | Rede Globo |
| 1978-1980 | Sítio do Pica-Pau Amarelo | Rede Globo |
| 1981      | Tele-Romances             | Tv Cultura |

### No teatro
| Ano  | Peça                               | Nota   |
| ---- | ---------------------------------- | ------ |
| 1965 | Música, Divina Música              | atriz  |
| 1971 | O Boi e o Burro a caminho de Belém | atriz  |
| 1974 | A bruxinha que era boa             | atriz  |
| 1996 | Com o coração na mão               | autora |

### Dublagens
- Steven Universo - Rose Quartz
- Kendra Young (Bianca Lawson) - Buffy, a Caça Vampiros;
- Juno Skinner (Tia Carrere) - True Lies (substituída na redublagem por Rosa Maria Baroli);
- Sidney Fox (Tia Carrere) - Caçadora de Relíquias;
- Looney Tunes - Vovó;[9]
- Popeye - Olivia Palito;[9]
- Os Simpsons - Patty e Selma (substituída por Mônica Rossi);
- Capitão Planeta - Gaia (a partir da 2.ª temporada);[9]
- Betty Boop - Betty Boop;
- X-Men - Callisto;
- X-Men Evolution - Callisto;
- Scooby-Doo on Zombie Island - Simone Lenoir;
- Procurando Dory - Jenny;[10]
- Antz e Antz 2 - Bala;
- Despicable Me - Sra. Hattie;
- Lois & Clark: The New Adventure of Superman - Mayson Drake, Sra. Cox, Carmen Alvarado, Presidente do Congresso das Nações, Computador - voz, Arianna Carlin e Carmen Alvarado;
- Liga da Justiça Sem Limites - Cheetah;
- Doze é Demais e Doze é Demais 2 - Kate Baker (Bonnie Hunt);
- Harry Potter - Minerva McGonagall[9] (até O Cálice de Fogo);
- Holly Golightly (Audrey Hepburn) - Bonequinha de Luxo;
- Analyze This - Laura MacNamara;
- Analyze That - Laura Sobel;
- Molly (Demi Moore) - Não Somos Anjos;
- Bárbara Gordon (Dina Meyer) - Birds of Prey;
- Uma Cilada para Roger Rabbit - Betty Boop;
- Austin Powers: O Agente 'Bond' Cama - Heather Graham;
- Uma Mãe para o Meu Bebê - Kate Holbrook;
- Leda Duran Bracho (Dominika Paleta) - A Usurpadora;
- a deusa grega Atena (Paris Jefferson) - Xena, a Princesa Guerreira;
- Sinbad - A Lenda dos Sete Mares - Deusa Eris;
- Dredd (Lena Headey) - Ma-ma;
- Supernatural (série) - Rowena;
- Kung Fu Panda 2 - Fala Macia.
- O Serviço de Entregas da Kiki - Osono
- My Wife and Kids - Jasmine Scott
- Steven Universo - Diamante Amarelo, Rose Quartz e Priyanka Maheswaran
- A Menina que Roubava Livros[11]
- Plantão Médico[9]
- The Sylvester and Tweety Mysteries[9]